# Hotel California
Hotel California è un singolo del gruppo musicale statunitense Eagles, pubblicato nel febbraio del 1977 come estratto dall'album Hotel California uscito a dicembre dell'anno precedente. Scritta da Don Felder, Don Henley e Glenn Frey, Hotel California è una delle canzoni più famose dell'era degli album oriented rock. Fu in cima alla classifica Billboard Hot 100 per una settimana nel maggio del 1977. Nel 1988, in Germania, fu pubblicata un'edizione in formato CD, contenente, oltre alle due tracce originarie dell'LP, la versione dal vivo di Hotel California.

## Storia e riconoscimenti
Hotel California vinse il Grammy Award per il singolo dell'anno nel 1978.
La canzone è ben piazzata in molte classifiche di musica rock. La rivista Rolling Stone, per esempio, l'ha posizionata al 49º posto nella sua classifica delle 500 migliori canzoni. È anche una delle "500 canzoni della Rock and Roll Hall of Fame che hanno forgiato il Rock and Roll" (The Rock and Roll Hall of Fame's 500 Songs that Shaped Rock and Roll). L'assolo di chitarra della canzone è classificato ottavo dalla rivista Top 100 Guitar Solos. Essendo una delle canzoni più conosciute del gruppo, Hotel California è diventata subito il suo cavallo di battaglia. Le esecuzioni del brano dal vivo sono state incise nei loro due album dal vivo Eagles Live del 1980 e in Hell Freezes Over del 1994, nel quale viene eseguita in versione acustica.
La canzone è stata inserita anche nel gioco Guitar Hero World Tour.

## Testo e interpretazioni
Il testo della canzone descrive l'Hotel California come una struttura di gran lusso dove «You can check out any time you like but you can never leave» («puoi lasciare libera la stanza quando vuoi ma non potrai andartene mai»). La canzone generalmente è interpretata come un'allegoria dell'edonismo e dell'auto-distruzione dell'industria musicale della California del sud nella fine degli anni settanta; Don Henley l'ha definita «la nostra interpretazione della bella vita a Los Angeles» e, in un'intervista del 2007, aggiunse «è essenzialmente una canzone sull'oscura vulnerabilità del sogno americano, che è qualcosa che conosciamo bene». In particolare, in quel periodo gli Eagles erano preda di alcol e droga e dichiararono che si trattava di una metafora della schiavitù da stupefacenti.
Don Felder in numerose interviste lascia intendere che la canzone sia ispirata a un soggetto particolare che ha segnato la sua vita privata e di conseguenza quella di tutti i membri del gruppo.
A tutt'oggi non è stato svelato chi fosse quella persona ma in un'intervista del The Washington Post del novembre 2015 lo stesso Felder rivelò che l'ispiratrice della canzone era una ragazza italiana, caratterizzata da un lato misterioso entusiasmante, esattamente come quello di Hotel California.  Tutto ciò che si sa sulla ragazza è il suo nome d'arte "The Cat", che non fa altro che accentuare l'alone del mistero su questa ragazza ignota e sulla storia di una canzone talmente sfuggente da affascinare ancora dopo oltre 40 anni
La natura astratta del testo della canzone ha spinto gli ascoltatori a fare su di essa delle proprie interpretazioni. Tra esse vi sono anche affermazioni, diffuse su Internet, su presunti sottintesi satanici. A sostegno di questa teoria, alcuni accostavano l'Hotel California ad un albergo di San Francisco, acquistato da Anton LaVey e convertito in una sede della Chiesa di Satana. Altre teorie dicevano che l'Hotel California fosse il manicomio di Camarillo, in California. Il gruppo non si è mai espresso riguardo a queste teorie.
La parola steely ("d'acciaio", riferita ai coltelli), è una scherzosa menzione del gruppo Steely Dan, nella cui canzone Everything You Did è incluso il verso «Turn up the Eagles, the neighbors are listening», cioè «Alza gli Eagles, i vicini stanno ascoltando».

## Struttura armonica e composizione
Il brano è scritto in tonalità di Si minore. La progressione di accordi principale, che introduce la canzone e accompagna le strofe, conta otto misure nelle quali si susseguono, uno per misura, sette accordi (la seconda e l'ottava contengono il medesimo accordo, Fa diesis maggiore settima). La presenza, nella seconda e settima battuta, del Fa diesis settima potrebbe far pensare alla tonalità di Si minore armonico, e quella, nella quarta battuta, del Mi maggiore dà alla canzone un'atmosfera di Si dorico. La progressione principale della canzone dunque attinge dalla tonalità di Si minore in tre modi, che ne determinano le caratteristiche fortemente cromatiche.
La progressione di accordi, con i corrispondenti gradi, è la seguente (una lettera e numero romano minuscolo indicano un accordo minore, una lettera e un numero romano maiuscolo ne indicano uno maggiore):
- b – F#7 – Asus2 – E9 – G – D – e7 – F#7
- i – V – VII – IV – VI – III – iv – V

Questa progressione di otto misure si ripete nell'introduzione del brano e nei versi e accompagna l'assolo finale. Essa è stata spiegata come una variazione di una progressione piuttosto comune nel flamenco (i – VII – VI – V in contesto Frigio) e perciò detta "Progressione spagnola"; essa è costruita sull'intersecazione continua di quinte progressive che concludono con una cadenza autentica (V – I). L'ostinato discendente può accomunarla anche a un fandango, una forma musicale che precorre la ciaccona barocca.
Il brano fu registrato suonando le chitarre in settima posizione, cioè applicando un capotasto mobile al settimo tasto in modo da avere il Si come basso e una diteggiatura più agevole negli accordi. La progressione è inusuale perché l'accordo di settima di dominante (qui trattabile come dominante secondaria e presente nella seconda battuta) ha la funzione armonica di risolvere sulla tonica, dunque ci si aspetterebbe una progressione Si – Fa#7 – Si; invece l'accordo successivo è un La, peraltro sospeso poiché la terza maggiore (Do diesis) è sostituita dalla seconda. Il successivo Mi maggiore nona, che come già detto dà al brano un'atmosfera dorica a causa della presenza del Sol diesis (estraneo alla tonalità di Si minore), è simile al precedente Fa#7, poiché dovrebbe risolvere sul La, e invece è seguito da un Sol. La prima metà della progressione crea dunque un'atmosfera incerta e sospesa che si stabilizza nella seconda metà. Non a caso, l'ultimo accordo della sequenza è di nuovo una settima di dominante, che risolve regolarmente sulla tonica.
La combinazione di rivolti degli accordi è impostata in modo da creare una linea discendente ricca di cromatismi: Si – La# – La – Sol# – Sol – Fa# – Mi – Fa# che riporta al Si, evitando dunque solo il Fa naturale; tutto ciò crea all'ascolto una costante sensazione di discesa verso il basso, che poi risolve sulla tonica ricominciando la progressione.
Non si tratta di una progressione comune, e Ian Anderson, leader dei Jethro Tull, ha rilevato la somiglianza con la sua We Used to Know (da Stand Up, 1969), che fu un successo internazionale, #1 nella classifica britannica e al #20 nella Billboard album chart. Gli Eagles effettivamente furono in tour con i Jethro Tull, e nel 1972 aprirono un loro concerto, ma Don Felder, autore della musica, non si unì al gruppo fino al 1974 e non ne ebbe nemmeno contatti. Lo stesso Felder ammise di non conoscere quasi nulla dei Jethro Tull, a parte che il loro frontman era un flautista. Comunque, Ian Anderson stesso ha rifiutato di parlare di plagio, affermando:
Il ritornello, anch'esso in otto battute, recupera cinque degli accordi della strofa, modulando però la tonalità da Si minore alla relativa (Re maggiore):
- G – D – F♯ – b – G – D – e – F♯
- IV – I – III – vi – IV – I – ii – III

Si noti che il ritornello non inizia sulla tonica, ma sulla sottodominante, e che la seconda metà della progressione è identica a quella della strofa.

## Tracce (parziale)
7"
1. Hotel California – 6:08 (Felder, Henley, Frey)
2. Pretty Maids All in a Row – 3:51 (Vitale, Walsh)

Durata totale: 9:59
CD
1. Hotel California (album version) – 6:30
2. Pretty Maids All in a Row – 4:05
3. Hotel California (live) – 6:55

Durata totale: 17:30

## Formazione
- Don Henley - voce solista, batteria
- Glenn Frey - cori, chitarra acustica a 12 corde
- Randy Meisner - cori, basso
- Don Felder - chitarra solista (introduzione e primo assolo)
- Joe Walsh - cori, chitarra solista (secondo assolo)

## Classifiche
| Classifica                       | Posizione in classifica |
| -------------------------------- | ----------------------- |
| Billboard Canadian Singles Chart | 1                       |
| Official Singles Chart           | 8                       |
| Billboard 100                    | 1                       |
| Adult Contemporary               | 10                      |

## Cover (parziale)
- Nel 2002 il chitarrista Hank Marvin realizza la sua versione strumentale per l'album Guitar player (Universal Music TV, 017124-2) per il Regno Unito e la Danimarca.
- Esiste una cover di Hotel California interpretata dalla band di origine spagnola Gipsy Kings.
- Frances Alina Ascione l’ha interpretata al programma Radio 2 Social Club in chiusura di una puntata.